# Willy Courteaux
Willy Courteaux (Aalst, 19 januari 1924 – Brussel, 25 maart 2017) was een Belgisch journalist en vertaler. 

## Journalistieke carrière
Courteaux ging in 1947 aan de slag als journalist bij het Vlaamse weekblad Humoradio (het latere Humo), een baan die hij uitoefende tot zijn pensioen in 1989. Jarenlang schreef hij als tv-criticus de rubriek 'Dwarskijker', waarmee hij Paul Snoek en Jeroen Brouwers opvolgde. Hij verzorgde ook jarenlang de lezersbrievenrubriek 'Open Venster' (wat hem de bijnaam 'de man in het venster' opleverde) en was als 'Max' muziekrecensent. Daarnaast werd hij in 1991 aangesteld als hoofdredacteur van het Vlaams Marxistisch Tijdschrift. Hij werd in deze hoedanigheid in 2000 opgevolgd door André Mommen. Ook in televisieprogramma's genoot hij bekendheid samen met Paul Van de Velde, Sus Van den Eynde en anderen in Wat een stiel en Hebt ge ze alle vijf?.

## Verzameld werk van Shakespeare
Na Abraham Seyne Kok (1880, uitgeverij Funke in Amsterdam) en Leendert Burgersdijk (1886, uitgeverij Brill in Leiden) is Courteaux pas de derde vertaler die alle toneelstukken van William Shakespeare in het Nederlands vertaalde. In de periode 1967-1971 kwam zijn vierdelige vertaling uit van de komedies, tragedies en koningsdrama's:
1. Deel I ("Tragedies", 1967)
2. Deel II ("Blijspelen", 1968)
3. Deel III ("Koningsdrama's", 1970)
4. Deel IV ("Blijspelen II", 1971)

In 1987 verscheen hier een tweede druk van bij uitgeverij Kok Agora. Courteaux werkte ook aan een geheel herziene vertaling die op 7 april 2007 verscheen bij uitgeverij Meulenhoff Manteau (Antwerpen), gevolgd door een vierde druk in 2013 bij uitgeverij De Bezige Bij Antwerpen.

## Vertaling van Euripides
Veertien jaar (van 1953 tot 1967) had Courteaux onafgebroken gewerkt aan de integrale vertaling van Shakespeares toneelstukken. Na zijn pensionering ging hij opnieuw Grieks studeren, omdat hij het werk van Euripides wilde vertalen. Uiteindelijk zou hij samen met classicus Bart Claes het volledige werk van de Griekse theaterschrijver in het Nederlands vertalen.

## Andere activiteiten
Willy Courteaux begon op zijn vijfenzestigste (in 1989) in de Vlaamse Luister Braillebibliotheek (nu omgedoopt tot Luisterpuntbibliotheek) als vrijwillige inlezer en deed dit werk tot 2011.
Hij was lid van de Gravensteengroep. Zijn bibliotheek werd na zijn dood overgenomen door de Erfgoedbibliotheek Hendrik Conscience.